# Kinotavr 2007
Le Kinotavr 2007, 18e édition du festival, s'est déroulé du 3 juin au 11 juin 2007.

## Déroulement et faits marquants
Le film Les Choses simples (Простые вещи) d'Alekseï Popogrebski remporte le Grand Prix et le prix de la mise en scène. Le film Cœur de pierre (Кремень) d'Alexeï Mizguirev remporte le prix du meilleur premier film et le prix du meilleur scénario.

## Jury
Source : kinotavr.ru
- Vadim Abdrachitov, (président du jury), réalisateur
- Igor Klebanov, directeur de la photographie
- Sergueï Lavrentievf, historien, critique
- Evgueniya Simonova, actrice
- Boris Khlebnikov, réalisateur
- Alexandre Yatsenko, acteur
- Elena Yatsura, productrice

## Sélection

### En compétition[3]
- Cargo 200 (Груз 200) d'Alekseï Balabanov
- L'Anniversaire de l'enfant (День рождения инфанты) de Valeria Gaï Germanica
- Deux en un (Два в Одном) de Kira Mouratova
- La Cruauté (Жестокость) de Marina Lioubakova
- Inzeen - malina (Инзеень - малина) de Vladimir Sivkov
- Cœur de pierre (Кремень) d'Alexeï Mizguirev
- Kuka (Кука) de Yaroslav Tchevajevski
- Le Meilleur moment de l'année (Лучшее время года) de Svetlana Proskourina
- Le Modèle (Натурщица) de Tatiana Voronetskaya
- Séparation (Отрыв) d'Alexandre Mindadze
- Les Choses simples (Простые вещи) d'Alekseï Popogrebski
- Rusalka (Русалка) d'Anna Melikian
- L'Étau (Тиски) de Valeri Todorovski
- Le Ravin (Яр) de Marina Razbejkina

## Palmarès[4]
- Grand Prix : Les Choses simples (Простые вещи) d'Alekseï Popogrebski.
- Prix de la mise en scène : Alekseï Popogrebski pour Les Choses simples (Простые вещи).
- Prix du meilleur premier film : Cœur de pierre (Кремень) d'Alexeï Mizguirev.
- Prix du meilleur acteur : Sergueï Puskepalis pour son rôle dans Les Choses simples.
- Prix de la meilleure actrice : Maria Chalayeva pour son rôle dans Rusalka.
- Prix du meilleur scénario : Cœur de pierre (Кремень) d'Alexeï Mizguirev.
- Prix de la meilleure musique : Le Ravin (Яр) de Marina Razbejkina.